# Antifaschistischer Jugendausschuss
Antifaschistische Jugendausschüsse („Antifa-Jugend“) waren 1945 unmittelbar nach dem Ende des Zweiten Weltkrieges im Vorfeld der Gründung der FDJ zunächst spontan gebildete, dann zentral organisierte Jugendverbände in der Sowjetischen Besatzungszone (SBZ).

## Geschichte
Ähnlich wie die Antifaschistischen Ausschüsse („Antifa-Ausschüsse“) wurden 1945 nach dem Ende der Kampfhandlungen durch spontane Initiativen auf lokaler Ebene Antifaschistische Jugendausschüsse gebildet.
Am 31. Juli 1945 bestimmte die Sowjetische Militäradministration (SMAD), dass die antifaschistischen Jugendkomitees bei den Bürgermeistereien genehmigt seien und auf deren Kosten unterhalten werden sollen.
Am 1. September 1945 trafen sich Vertreter der KPD und der SPD sowie der Berliner Jugendausschüsse, des Jugendfunks, des Jugendamtes in der Zentralverwaltung für Volksbildung sowie Vertreter der in Gründung befindlichen Jugendzeitschrift Neues Leben in der Zentralverwaltung für Volksbildung, um einen vorbereitenden „Ausschuss zur Schaffung des Jugendausschusses für die gesamte sowjetische Besatzungszone“ zu bilden. In den darauf folgenden Wochen ging aus diesem Gremium der Zentrale Antifaschistische Jugendausschuss (ZJA) unter der Leitung von Erich Honecker hervor.
Die „Antifa-Jugend“ ist im März 1946 schließlich in der neugegründeten Freien Deutsche Jugend (FDJ) aufgegangen.